# Kontemplacja

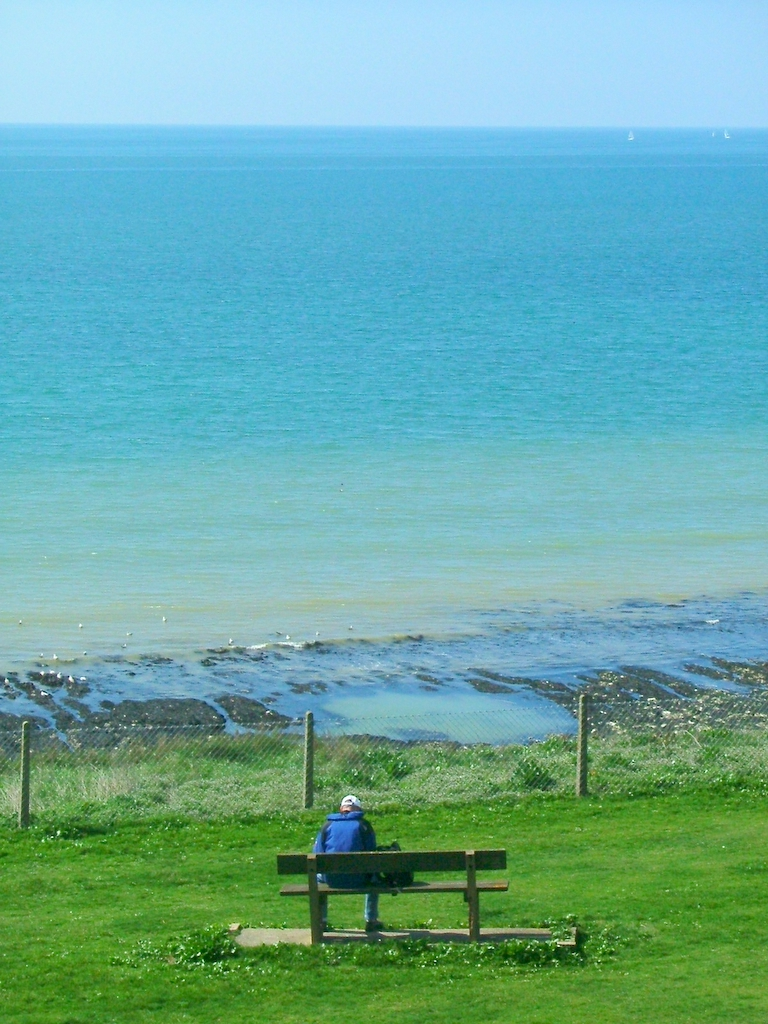
Kontemplacja na łonie natury

Kontemplacja – sposób aktywności poznawczej realizowanej poprzez skupienie, pogrążenie się w myślach, przyglądanie się czemuś. Zarówno koncentracja, jak i kontemplacja są dwoma różnymi rodzajami medytacji. Koncentracja ma charakter medytacji syntetycznej, a kontemplacja – medytacji analitycznej.
Wyraz ten pochodzi od łac. contemplatio (z con 'współ-' i templum 'świątynia, miejsce obserwacji znaków wieszczych'). Łacińskie określenie odnosiło się pierwotnie do oglądania lotu ptaków, aby wyczytać z nich bieg swojego losu. Możliwe, że później dotyczyło również oglądania wszelkich znaków, czy zwiastunów dla znalezienia wyjaśnienia w różnych zdarzeniach życia. W pismach Cycerona (106–43 r. p.n.e.) wyraz contemplatio ma już znaczenie spojrzenia, patrzenia, przeglądania, badania. U późniejszych zaś pisarzy łacińskich (II–VI w. n.e.) oznacza także rozważanie, uwagę, wzgląd.
Kontemplacja była ważną częścią poznania filozofów (np. Platon).